# Терехов, Дмитрий Павлович
Дмитрий Павлович Терехов (17 июня 1920, Москва, РСФСР — 7 марта 1980, Москва, СССР) — советский военный юрист, заместитель председателя Военной коллегии Верховного Суда СССР, генерал-майор юстиции.

## Биография

### Семья
Отец: Павел Григорьевич Терехов родился 14 апреля 1882 года в городе Венёве Тульской области в потомственной дворянской семье. Был активным революционером. В 1902 году арестован за антигосударственную деятельность и просидел некоторое время в Тульской тюрьме. В 1904—1905 годах принимал активное участие в работе Московской организации большевиков, был членом Московского Комитета Российской Социал-Демократической Рабочей Партии (РСДРП) и ответственным организатором Рогожского района (сейчас — Таганский). Был непосредственным участником первой русской революции 1905—1907 годов, руководил Октябрьской всеобщей политической стачкой и Декабрьским вооруженным восстанием в Рогожском районе. После Октябрьской революции работал учителем, научным сотрудником Академии педагогических наук РСФСР. Почти тридцать лет был заместителем редактора и членом редакционной коллегии журнала «География в школе». Написал ряд учебников по географии, был кандидатом географических наук. Скончался 25 мая 1961 года.
Мать: Зоя Николаевна Терехова (Леопольдова) родилась 31 марта 1890 года в Саратове. Преподавательница истории и обществоведения. Скончалась 15 апреля 1969 года.

### Карьера
В 1938 году после окончания школы поступил в Московский юридический институт, окончил три его курса.
Когда началась Великая Отечественная война, 5 августа 1941 года был призван в армию и зачислен слушателем 4 курса Военно-юридической академии РККА, которую окончил в 1942 году с присвоением квалификации военного юриста.
В мае 1942 года был назначен членом военного трибунала 9 мотострелковой дивизии войск НКВД в Ростове-на-Дону.
С июня 1942 года по май 1944 года был на фронте — на должностях члена военного трибунала дивизии, председателя военного трибунала бригады, члена коллегии военного трибунала армии.
В январе 1942 года он был принят кандидатом в члены ВКП(б), в сентябре 1943 года — в члены партии.
В июне 1944 года был отозван с фронта и назначен адъюнктом кафедры уголовного права Военно-юридической академии.
В мае 1948 года был назначен на должность преподавателя кафедры уголовного права академии.
После преподавания в академии работал в отделе административных органов ЦК партии, заместителем Главного военного прокурора (1954—1958), военным прокурором Московского округа противовоздушной обороны (1958—1961).
В 1961 году Верховным Советом СССР был избран членом Верховного Суда СССР и утверждён заместителем председателя Военной коллегии Верховного Суда.
В 1962 году присвоено воинское звание генерал-майора юстиции.
Скончался 7 марта 1980 года от рака легких. Похоронен на Новокунцевском кладбище в Москве.

### Награды
- Орден Трудового Красного Знамени (№ 985906, 22 февраля 1977 года)
- Орден Красной Звезды (№ 3665933,16 декабря 1972 года)
- Орден Красной Звезды (№ 3402382, 30 декабря 1956 года)
- Медаль "За оборону Кавказа (№ 009813, 1 мая 1944 года)
- Медаль «За боевые заслуги» (без номера, получена на фронте)
- Медаль «За боевые заслуги» (№ 742447, получена на фронте)
- Медали СССР

### Роль в реабилитации жертв сталинских репрессий
Процесс развенчания культа личности Сталина и связанная с этим широкомасштабная компания по реабилитации жертв сталинских репрессий были инициированы Н. С. Хрущёвым на ХХ съезде КПСС в 1956 году. Но ещё до этого, в 1953 году, вскоре после смерти Сталина, в связи с многочисленными жалобами осуждённых и их родственников на незаконное и необоснованное применение к ним политических репрессий, органами прокуратуры началась проверка уголовных дел в отношении лиц, осуждённых за государственные (контрреволюционные) преступления. К процессу реабилитации осуждённых за такие преступления военнослужащих была привлечена Главная военная прокуратура.
В середине 1950-х годов вопросами реабилитации занималось несколько отделов Главной военной прокуратуры. Кроме того, была создана «особая группа», занимавшаяся пересмотром особо резонансных уголовных дел. Руководителем этой группы был назначен Дмитрий Павлович Терехов, являвшийся в то время заместителем Главного военного прокурора.
В Докладе комиссии ЦК КПСС президиуму ЦК КПСС по установлению причин массовых репрессий против членов и кандидатов в члены ЦК ВКП(б), избранных на ХVII съезде партии, датированном 9 февраля 1956 года, приводится, в частности, поистине трагическая статистика: в 1935—1940 годах в СССР было арестовано по обвинению в антисоветской деятельности 1 980 635 человек, из них расстреляно 688 503. В тексте доклада, среди прочего, содержится следующая информация: 
«Мы [члены Комиссии П.Поспелов, А.Аристов, Н.Шверник, П.Комаров ] лично проверяли документы, которые положены в основу этой части записки. Комиссией были привлечены к подготовке документального материала следующие члены партии: от Комитета Госбезопасности т. Серов И. А. (член КПСС с 1926 года), начальник секретариата КГБ т. Доброхотов (член КПСС с 1932 года); начальник учётно-архивного отдела КГБ т. Плетнев (член КПСС с 1939 года); начальник Особой инспекции КГБ т. Каллистов (член КПСС с 1940 года); от Прокуратуры СССР — зам. Главного военного прокурора т. Терехов (член КПСС с 1943 года)». [выделение добавлено]
Д. П. Терехов занимался подготовкой реабилитации членов еврейского антифашистского комитета, 13 из которых были расстреляны в 1952 году. В заключительном разделе «Реабилитационной справки по делу еврейского антифашистского комитета» от 12 декабря 1955 года, указывается: 
«Таким образом, в настоящее время установлено, что ЛОЗОВСКИЙ, ФЕФЕР и другие, проходящие по данному делу лица, были осуждены необоснованно. В связи с этим, 22 ноября 1955 года Военная коллегия Верховного суда СССР, по заключению Прокуратуры, приговор в отношении ЛОЗОВСКОГО С.А., ФЕФЕРА И.С. и других (всего в количестве 15 человек) по вновь открывшимся обстоятельствам, отменила и дело в уголовном порядке прекратила по ст. 4, п. 5 УПК РСФСР, то есть за отсутствием состава преступления».
Справка подписана: «Заместитель главного военного прокурора полковник юстиции Д. П. Терехов».
Д. П. Терехов освобождал из заключения известную советскую актрису Зою Фёдорову. Об этом довольно подробно написала её дочь Виктория в своей книге «Дочь адмирала», которая первоначально была издана на английском языке, а в 1997 году вышла на русском в России. Он занимался реабилитацией прославленных советских футболистов братьев Старостиных, знаменитого ракетостроителя Сергея Павловича Королёва, Исаака Бабеля, Михаила Кольцова, Всеволода Мейерхольда. Среди дел, которыми занимался Д. П. Терехов, было и дело реабилитированного писателя Александра Исаевича Солженицына.

Впоследствии Солженицын написал о Д. П. Терехове в художественно-историческом произведении «Архипелаг ГУЛАГ», отметив, что после смерти Сталина «На Лубянке вводились новые порядки, и впервые за всё время её существования порог её переступил прокурор (Д. П. Терехов).» Солженицын также, среди прочего, написал, следующее:
«Вообще Д. П. Терехов — человек незаурядной воли и смелости (суды над крупными сталинистами в шаткой обстановке требовали её), да и живого ума. Будь хрущёвские реформы последовательней, Терехов мог бы отличиться в них. Так не состаиваются у нас исторические деятели.»